# توماس يونغ (طبيب)
توماس يونغ (بالإنجليزية: Thomas Young)‏ هو طبيب أمريكي، ولد في 19 فبراير 1731، وتوفي في 24 يونيو 1777 في فيلادلفيا في الولايات المتحدة بسبب مرض.